# گانتر ژانگ
گانتر ژانگ (انگلیسی: Günther Jung؛ زادهٔ ۱ ژانویهٔ ۱۹۳۷) شیمی‌دان و کارآفرین اهل آلمان است، که در سال ۲۰۰۰ شرکت کیوروک را تأسیس کرد.